# Мала Черга
Мала Черга (рос. Малая Черга) — село Шебалінського району, Республіка Алтай Росії. Входить до складу Малочергинського сільського поселення.
Населення — 219 осіб (2015 рік).